# Vladis-Emmerson Illoy-Ayyet
Vladis-Emmerson Illoy-Ayyet (Odessa, 7 ottobre 1995) è un calciatore ucraino naturalizzato congolese (Repubblica del Congo), difensore dell'Enisej e della nazionale congolese.

## Caratteristiche tecniche
È un difensore centrale.

## Carriera

### Nazionale
Ha esordito con la nazionale congolese il 5 settembre 2017 in occasione del match di qualificazione per i Mondiali 2018 perso 5-1 contro il Ghana dove mette a segno la rete del momentaneo 1-2.

## Statistiche

### Presenze e reti nei club
Statistiche aggiornate al 5 settembre 2018.
| Stagione               | Squadra                | Campionato             | Campionato | Campionato | Coppe nazionali | Coppe nazionali | Coppe nazionali | Coppe continentali | Coppe continentali | Coppe continentali | Altre coppe | Altre coppe | Altre coppe | Totale | Totale | Totale |
| Stagione               | Squadra                | Comp                   | Pres       | Reti       | Comp            | Pres            | Reti            | Comp               | Pres               | Reti               | Comp        | Pres        | Reti        | Pres   | Reti   |        |
| ---------------------- | ---------------------- | ---------------------- | ---------- | ---------- | --------------- | --------------- | --------------- | ------------------ | ------------------ | ------------------ | ----------- | ----------- | ----------- | ------ | ------ | ------ |
| 2014-2015              | Nyva Ternopil'         | 1L                     | 12         | 0          | CU              | 0               | 0               | -                  | -                  | -                  | -           | -           | -           | 12     | 0      |        |
| 2015-2016              | Olimpik Donec'k        | PL                     | 3          | 0          | CU              | 2               | 0               | -                  | -                  | -                  | -           | -           | -           | 5      | 0      |        |
| 2016-2017              | Olimpik Donec'k        | PL                     | 21         | 0          | CU              | 1               | 0               | -                  | -                  | -                  | -           | -           | -           | 22     | 0      |        |
| 2017-2018              | Olimpik Donec'k        | PL                     | 16         | 0          | CU              | 1               | 0               | UEL                | 0                  | 0                  | -           | -           | -           | 17     | 0      |        |
| Totale Olimpick Doneck | Totale Olimpick Doneck | Totale Olimpick Doneck | 40         | 0          |                 | 4               | 0               |                    | 0                  | 0                  |             | -           | -           | 44     | 0      |        |
| 2018-2019              | Vejle                  | SL                     | 3          | 0          | CD              | 0               | 0               | -                  | -                  | -                  | -           | -           | -           | 3      | 0      |        |
| Totale carriera        | Totale carriera        | Totale carriera        | 55         | 0          |                 | 4               | 0               |                    | 0                  | 0                  |             | -           | -           | 59     | 0      |        |

### Cronologia presenze e reti in nazionale
| Cronologia completa delle presenze e delle reti in nazionale ― Rep. del Congo | Cronologia completa delle presenze e delle reti in nazionale ― Rep. del Congo | Cronologia completa delle presenze e delle reti in nazionale ― Rep. del Congo | Cronologia completa delle presenze e delle reti in nazionale ― Rep. del Congo | Cronologia completa delle presenze e delle reti in nazionale ― Rep. del Congo | Cronologia completa delle presenze e delle reti in nazionale ― Rep. del Congo | Cronologia completa delle presenze e delle reti in nazionale ― Rep. del Congo | Cronologia completa delle presenze e delle reti in nazionale ― Rep. del Congo |
| Data                                                                          | Città                                                                         | In casa                                                                       | Risultato                                                                     | Ospiti                                                                        | Competizione                                                                  | Reti                                                                          | Note                                                                          |
| ----------------------------------------------------------------------------- | ----------------------------------------------------------------------------- | ----------------------------------------------------------------------------- | ----------------------------------------------------------------------------- | ----------------------------------------------------------------------------- | ----------------------------------------------------------------------------- | ----------------------------------------------------------------------------- | ----------------------------------------------------------------------------- |
| 5-9-2017                                                                      | Brazzaville                                                                   | Rep. del Congo                                                                | 1 – 5                                                                         | Ghana                                                                         | Qual. Mondiali 2018                                                           | 1                                                                             | 46’                                                                           |
| 9-10-2020                                                                     | Parchal                                                                       | Gambia                                                                        | 1 – 0                                                                         | Rep. del Congo                                                                | Amichevole                                                                    | -                                                                             |                                                                               |
| 17-11-2023                                                                    | Ndola                                                                         | Zambia                                                                        | 4 – 2                                                                         | Rep. del Congo                                                                | Amichevole                                                                    | -                                                                             |                                                                               |
| Totale                                                                        |                                                                               | Presenze                                                                      | 3                                                                             |                                                                               | Reti                                                                          | 1                                                                             |                                                                               |